# Vítor Emanuel Cruz da Silva
Vítor Emanuel Cruz da Silva (Penafiel, Portugal, 7 de enero de 1984) es un futbolista portugués. Juega de centrocampista y su equipo actual es el CD Feirense de la Segunda División de Portugal.

## Clubes
| Club                      | País     | Año       |
| ------------------------- | -------- | --------- |
| Penafiel                  | Portugal | 2003-2004 |
| Lousada                   | Portugal | 2004-2005 |
| Paredes                   | Portugal | 2005-2006 |
| Penafiel                  | Portugal | 2006-2011 |
| União Madeira (cedido)    | Portugal | 2007-2008 |
| Paços Ferreira            | Portugal | 2011-2013 |
| Sporting CP               | Portugal | 2013-2014 |
| CF Reus                   | España   | 2014-2018 |
| RC Deportivo de La Coruña | España   | 2019      |
| CD Feirense               | Portugal | 2019-     |